# Lijst van spoorwegstations in het Verenigd Koninkrijk - D
Dit is een lijst van spoorwegstations in het Verenigd Koninkrijk waarvan de naam begint met een D.
| Station                    | Code | Graafschap/ County/ City | District                    | Beheerder                    | Passagiers in/uit 2004-2005 (mln) | Passagiers in/uit 2005-2006 (mln) | Passagiers in/uit 2006-2007 (mln) | Passagiers in/uit 2007-2008 (mln) | Passagiers in/uit 2008-2009 (mln) |
| -------------------------- | ---- | ------------------------ | --------------------------- | ---------------------------- | --------------------------------- | --------------------------------- | --------------------------------- | --------------------------------- | --------------------------------- |
| Dagenham Dock              | DDK  | Groot-Londen             | Barking en Dagenham         | c2c                          | 0,078                             | 0,092                             | 0,401                             | 0,735                             | 0,291                             |
| Daisy Hill                 | DSY  | Greater Manchester       | Bolton                      | Northern Rail                | 0,106                             | 0,116                             | 0,113                             | 0,116                             | 0,21                              |
| Dalgety Bay                | DAG  | Fife                     |                             | ScotRail                     | 0,239                             | 0,247                             | 0,262                             | 0,271                             | 0,273                             |
| Dalmally                   | DAL  | Argyll and Bute          |                             | ScotRail                     | 0,004                             | 0,004                             | 0,004                             | 0,004                             | 0,004                             |
| Dalmarnock                 | DAK  | Glasgow City             |                             | ScotRail                     | 0,049                             | 0,058                             | 0,061                             | 0,061                             | 0,08                              |
| Dalmeny                    | DAM  | Edinburgh                |                             | ScotRail                     | 0,327                             | 0,361                             | 0,371                             | 0,387                             | 0,396                             |
| Dalmuir                    | DMR  | West Dunbartonshire      |                             | ScotRail                     | 0,536                             | 0,621                             | 0,623                             | 0,618                             | 0,886                             |
| Dalreoch                   | DLR  | West Dunbartonshire      |                             | ScotRail                     | 0,304                             | 0,322                             | 0,313                             | 0,318                             | 0,4                               |
| Dalry                      | DLY  | North Ayrshire           |                             | ScotRail                     | 0,123                             | 0,136                             | 0,153                             | 0,157                             | 0,189                             |
| Dalston                    | DLS  | Cumbria                  | Carlisle                    | Northern Rail                | 0,017                             | 0,018                             | 0,021                             | 0,027                             | 0,025                             |
| Dalston Kingsland          | DLK  | Groot-Londen             | Hackney                     | London Overground            | 0,778                             | 0,822                             | 2,538                             | 2,445                             | 2,018                             |
| Dalton                     | DLT  | Cumbria                  | Barrow-in-Furness           | Northern Rail                | 0,027                             | 0,028                             | 0,02                              | 0,032                             | 0,036                             |
| Dalwhinnie                 | DLW  | Highland                 |                             | ScotRail                     | 0,002                             | 0,002                             | 0,002                             | 0,002                             | 0,002                             |
| Danby                      | DNY  | North Yorkshire          | Scarborough                 | Northern Rail                | 0,024                             | 0,022                             | 0,019                             | 0,013                             | 0,01                              |
| Danescourt                 | DCT  | Cardiff                  |                             | Transport for Wales          | 0,046                             | 0,037                             | 0,049                             | 0,065                             | 0,069                             |
| Danzey                     | DZY  | Warwickshire             | Stratford-upon-Avon         | West Midland Trains          | 0,005                             | 0,006                             | 0,006                             | 0,006                             | 0,008                             |
| Darlington                 | DAR  | Darlington               |                             | London North Eastern Railway | 1,796                             | 1,906                             | 2,014                             | 2,099                             | 2,184                             |
| Darnall                    | DAN  | South Yorkshire          | Sheffield                   | Northern Rail                | 0,006                             | 0,005                             | 0,005                             | 0,004                             | 0,007                             |
| Darsham                    | DSM  | Suffolk                  | Suffolk Coastal             | National Express East Anglia | 0,03                              | 0,033                             | 0,038                             | 0,04                              | 0,039                             |
| Dartford                   | DFD  | Kent                     | Dartford                    | Southeastern                 | 2,894                             | 2,963                             | 3,147                             | 3,311                             | 3,208                             |
| Darton                     | DRT  | South Yorkshire          | Barnsley                    | Northern Rail                | 0,134                             | 0,123                             | 0,123                             | 0,127                             | 0,156                             |
| Darwen                     | DWN  | Blackburn with Darwen    |                             | Northern Rail                | 0,176                             | 0,206                             | 0,231                             | 0,248                             | 0,25                              |
| Datchet                    | DAT  | Windsor and Maidenhead   |                             | South West Trains            | 0,253                             | 0,255                             | 0,263                             | 0,32                              | 0,321                             |
| Davenport                  | DVN  | Greater Manchester       | Stockport                   | Northern Rail                | 0,117                             | 0,146                             | 0,155                             | 0,183                             | 0,209                             |
| Dawlish                    | DWL  | Devon                    | Teignbridge                 | Great Western Railway        | 0,282                             | 0,293                             | 0,326                             | 0,369                             | 0,396                             |
| Dawlish Warren             | DWW  | Devon                    | Teignbridge                 | Great Western Railway        | 0,07                              | 0,074                             | 0,08                              | 0,094                             | 0,1                               |
| Deal                       | DEA  | Kent                     | Dover                       | Southeastern                 | 0,407                             | 0,421                             | 0,47                              | 0,49                              | 0,537                             |
| Dean                       | DEN  | Wiltshire                | Salisbury                   | Great Western Railway        | 0,012                             | 0,013                             | 0,012                             | 0,011                             | 0,017                             |
| Dean Lane                  | DNN  | Greater Manchester       | Manchester                  | Northern Rail                | 0,026                             | 0,029                             | 0,027                             | 0,029                             | 0,047                             |
| Deansgate                  | DGT  | Greater Manchester       | Manchester                  | Northern Rail                | 0,016                             | 0,014                             | 0,098                             | 0,13                              | 0,229                             |
| Dorking Deepdene           | DPD  | Surrey                   | Mole Valley                 | Great Western Railway        | 0,005                             | 0,002                             | 0,002                             | 0,495                             | 0,443                             |
| Deganwy                    | DGY  | Conwy                    |                             | Transport for Wales          | 0,004                             | 0,004                             | 0,006                             | 0,006                             | 0,007                             |
| Deighton                   | DHN  | West Yorkshire           | Kirklees                    | Northern Rail                | 0,026                             | 0,032                             | 0,033                             | 0,032                             | 0,044                             |
| Delamere                   | DLM  | Cheshire                 | Cheshire West and Chester   | Northern Rail                | 0,015                             | 0,017                             | 0,021                             | 0,028                             | 0,03                              |
| Denby Dale                 | DBD  | West Yorkshire           | Kirklees                    | Northern Rail                | 0,076                             | 0,082                             | 0,087                             | 0,106                             | 0,136                             |
| Denham                     | DNM  | Buckinghamshire          | South Bucks                 | Chiltern Railways            | 0,242                             | 0,269                             | 0,239                             | 0,26                              | 0,269                             |
| Denham Golf Club           | DGC  | Buckinghamshire          | South Bucks                 | Chiltern Railways            | 0,016                             | 0,01                              | 0,014                             | 0,017                             | 0,019                             |
| Denmark Hill               | DMK  | Groot-Londen             | Southwark                   | Southeastern                 | 1,784                             | 1,818                             | 2,749                             | 3,025                             | 3,108                             |
| Dent                       | DNT  | Cumbria                  | South Lakeland              | Northern Rail                | 0,008                             | 0,007                             | 0,007                             | 0,007                             | 0,008                             |
| Denton                     | DTN  | Greater Manchester       | Tameside                    | Northern Rail                |                                   |                                   | 0                                 | 0                                 | 0                                 |
| Deptford                   | DEP  | Groot-Londen             | Lewisham                    | Southeastern                 | 0,311                             | 0,361                             | 0,648                             | 0,758                             | 0,812                             |
| Derby Midland              | DBY  | Derby                    |                             | East Midlands Railway        | 2,624                             | 2,621                             | 2,86                              | 2,987                             | 3,115                             |
| Derby Road (Ipswich)       | DBR  | Suffolk                  | Ipswich                     | National Express East Anglia | 0,031                             | 0,033                             | 0,036                             | 0,039                             | 0,039                             |
| Derker                     | DKR  | Greater Manchester       | Oldham                      | Northern Rail                | 0,026                             | 0,029                             | 0,028                             | 0,027                             | 0,039                             |
| Devonport                  | DPT  | Plymouth                 |                             | Great Western Railway        | 0,016                             | 0,019                             | 0,02                              | 0,017                             | 0,022                             |
| Dewsbury                   | DEW  | West Yorkshire           | Kirklees                    | First TransPennine Express   | 0,743                             | 0,805                             | 0,843                             | 0,875                             | 1,248                             |
| Didcot Parkway             | DID  | Oxfordshire              | South Oxfordshire           | Great Western Railway        | 2,182                             | 2,176                             | 2,291                             | 2,417                             | 2,456                             |
| Digby and Sowton           | DIG  | Devon                    | Exeter                      | Great Western Railway        | 0,135                             | 0,156                             | 0,202                             | 0,247                             | 0,276                             |
| Dilton Marsh               | DMH  | Wiltshire                | West Wiltshire              | Great Western Railway        | 0,012                             | 0,013                             | 0,015                             | 0,01                              | 0,011                             |
| Dinas Rhondda              | DMG  | Rhondda Cynon Taf        |                             | Transport for Wales          | 0,034                             | 0,042                             | 0,052                             | 0,061                             | 0,059                             |
| Dinas Powys                | DNS  | Vale of Glamorgan        |                             | Transport for Wales          | 0,061                             | 0,059                             | 0,066                             | 0,077                             | 0,081                             |
| Dingle Road                | DGL  | Vale of Glamorgan        |                             | Transport for Wales          | 0,019                             | 0,018                             | 0,026                             | 0,024                             | 0,026                             |
| Dingwall                   | DIN  | Highland                 |                             | ScotRail                     | 0,035                             | 0,044                             | 0,055                             | 0,064                             | 0,072                             |
| Dinsdale                   | DND  | Darlington               |                             | Northern Rail                | 0,011                             | 0,015                             | 0,015                             | 0,014                             | 0,018                             |
| Dinting                    | DTG  | Derbyshire               | High Peak                   | Northern Rail                | 0,058                             | 0,064                             | 0,072                             | 0,07                              | 0,103                             |
| Disley                     | DSL  | Cheshire                 | Macclesfield                | Northern Rail                | 0,046                             | 0,056                             | 0,062                             | 0,068                             | 0,116                             |
| Diss                       | DIS  | Norfolk                  | South Norfolk               | National Express East Anglia | 0,314                             | 0,326                             | 0,418                             | 0,552                             | 0,56                              |
| Dockyard                   | DOC  | Plymouth                 |                             | Great Western Railway        | 0,005                             | 0,005                             | 0,005                             | 0,005                             | 0,005                             |
| Dodworth                   | DOD  | South Yorkshire          | Barnsley                    | Northern Rail                | 0,021                             | 0,026                             | 0,025                             | 0,026                             | 0,031                             |
| Dolau                      | DOL  | Powys                    |                             | Transport for Wales          | 0,001                             | 0,001                             | 0,001                             | 0,001                             | 0,001                             |
| Doleham                    | DLH  | East Sussex              | Rother                      | Southern                     | 0,003                             | 0,003                             | 0,001                             | 0                                 | 0,001                             |
| Dolgarrog                  | DLG  | Conwy                    |                             | Transport for Wales          | 0,001                             | 0,001                             | 0,001                             | 0,001                             | 0,001                             |
| Dolwyddelan                | DWD  | Conwy                    |                             | Transport for Wales          | 0,006                             | 0,006                             | 0,005                             | 0,005                             | 0,005                             |
| Doncaster                  | DON  | South Yorkshire          | Doncaster                   | London North Eastern Railway | 2,773                             | 2,837                             | 2,791                             | 2,903                             | 3,78                              |
| Dorchester South           | DCH  | Dorset                   | West Dorset                 | South West Trains            | 0,376                             | 0,379                             | 0,415                             | 0,39                              | 0,448                             |
| Dorchester West            | DCW  | Dorset                   | West Dorset                 | Great Western Railway        | 0                                 | 0                                 | 0                                 | 0,066                             | 0,074                             |
| Dore and Totley            | DOR  | South Yorkshire          | Sheffield                   | Northern Rail                | 0,055                             | 0,06                              | 0,062                             | 0,07                              | 0,083                             |
| Dorking                    | DKG  | Surrey                   | Mole Valley                 | Southern                     | 1,238                             | 1,279                             | 1,362                             | 1,078                             | 1,141                             |
| Dorking West               | DKT  | Surrey                   | Mole Valley                 | Great Western Railway        | 0                                 | 0                                 | 0                                 | 0                                 | 0                                 |
| Dormans                    | DMS  | Surrey                   | Tandridge                   | Southern                     | 0,092                             | 0,092                             | 0,108                             | 0,123                             | 0,108                             |
| Dorridge                   | DDG  | West Midlands            | Solihull                    | West Midland Trains          | 0,302                             | 0,29                              | 0,301                             | 0,305                             | 0,601                             |
| Dove Holes                 | DVH  | Derbyshire               | High Peak                   | Northern Rail                | 0,005                             | 0,006                             | 0,006                             | 0,006                             | 0,006                             |
| Dover Priory               | DVP  | Kent                     | Dover                       | Southeastern                 | 0,902                             | 0,861                             | 0,923                             | 0,96                              | 0,945                             |
| Dovercourt                 | DVC  | Essex                    | Tendring                    | National Express East Anglia | 0,125                             | 0,129                             | 0,135                             | 0,148                             | 0,149                             |
| Dovey Junction             | DVY  | Powys                    |                             | Transport for Wales          | 0,001                             | 0,001                             | 0,001                             | 0,002                             | 0,001                             |
| Downham Market             | DOW  | Norfolk                  | King's Lynn en West Norfolk | Govia Thameslink Railway     | 0,278                             | 0,277                             | 0,307                             | 0,361                             | 0,366                             |
| Drayton Green              | DRG  | Groot-Londen             | Ealing                      | Great Western Railway        | 0,007                             | 0,005                             | 0,075                             | 0,08                              | 0,067                             |
| Drayton Park               | DYP  | Groot-Londen             | Islington                   | Govia Thameslink Railway     | 0,13                              | 0,118                             | 0,288                             | 0,279                             | 0,261                             |
| Drem                       | DRM  | East Lothian             |                             | ScotRail                     | 0,078                             | 0,081                             | 0,085                             | 0,1                               | 0,109                             |
| Driffield                  | DRF  | East Riding of Yorkshire |                             | Northern Rail                | 0,189                             | 0,2                               | 0,207                             | 0,213                             | 0,226                             |
| Drigg                      | DRI  | Cumbria                  | Copeland                    | Northern Rail                | 0,007                             | 0,011                             | 0,012                             | 0,01                              | 0,009                             |
| Droitwich Spa              | DTW  | Worcestershire           | Wychavon                    | West Midland Trains          | 0,278                             | 0,333                             | 0,366                             | 0,386                             | 0,43                              |
| Dronfield                  | DRO  | Derbyshire               | North East Derbyshire       | Northern Rail                | 0,013                             | 0,015                             | 0,018                             | 0,018                             | 0,035                             |
| Drumchapel                 | DMC  | Glasgow City             |                             | ScotRail                     | 0,244                             | 0,293                             | 0,3                               | 0,309                             | 0,41                              |
| Drumfrochar                | DFR  | Inverclyde               |                             | ScotRail                     | 0,042                             | 0,049                             | 0,046                             | 0,043                             | 0,058                             |
| Drumgelloch                | DRU  | North Lanarkshire        |                             | ScotRail                     | 0,131                             | 0,173                             | 0,165                             | 0,168                             | 0,193                             |
| Drumry                     | DMY  | West Dunbartonshire      |                             | ScotRail                     | 0,178                             | 0,215                             | 0,205                             | 0,21                              | 0,261                             |
| Duddeston                  | DUD  | West Midlands            | Birmingham                  | West Midland Trains          | 0,05                              | 0,052                             | 0,056                             | 0,06                              | 0,135                             |
| Dudley Port                | DDP  | West Midlands            | Sandwell                    | West Midland Trains          | 0,116                             | 0,131                             | 0,144                             | 0,155                             | 0,276                             |
| Duffield                   | DFI  | Derbyshire               | Amber Valley                | East Midlands Railway        | 0,023                             | 0,02                              | 0,022                             | 0,022                             | 0,027                             |
| Duirinish                  | DRN  | Highland                 |                             | ScotRail                     | 0,001                             | 0,001                             | 0,001                             | 0,001                             | 0,001                             |
| Duke Street                | DST  | Glasgow City             |                             | ScotRail                     | 0,047                             | 0,063                             | 0,055                             | 0,058                             | 0,078                             |
| Dullingham                 | DUL  | Cambridgeshire           | East Cambridgeshire         | National Express East Anglia | 0,02                              | 0,02                              | 0,02                              | 0,027                             | 0,026                             |
| Dumbarton Central          | DBC  | West Dunbartonshire      |                             | ScotRail                     | 0,571                             | 0,635                             | 0,642                             | 0,661                             | 0,925                             |
| Dumbarton East             | DBE  | West Dunbartonshire      |                             | ScotRail                     | 0,276                             | 0,316                             | 0,308                             | 0,319                             | 0,389                             |
| Dumbreck                   | DUM  | Glasgow City             |                             | ScotRail                     | 0,089                             | 0,097                             | 0,098                             | 0,092                             | 0,124                             |
| Dumfries                   | DMF  | Dumfries and Galloway    |                             | ScotRail                     | 0,334                             | 0,356                             | 0,345                             | 0,338                             | 0,335                             |
| Dumpton Park               | DMP  | Kent                     | Thanet                      | Southeastern                 | 0,035                             | 0,045                             | 0,048                             | 0,046                             | 0,047                             |
| Dunbar                     | DUN  | East Lothian             |                             | London North Eastern Railway | 0,266                             | 0,288                             | 0,299                             | 0,332                             | 0,339                             |
| Dunblane                   | DBL  | Stirling                 |                             | ScotRail                     | 0,399                             | 0,458                             | 0,466                             | 0,512                             | 0,516                             |
| Mottisfont & Dunbridge     | DBG  | Hampshire                | Test Valley                 | Great Western Railway        | 0,011                             | 0,013                             | 0,014                             | 0,013                             | 0,017                             |
| Duncraig                   | DCG  | Highland                 |                             | ScotRail                     | 0                                 | 0                                 | 0                                 | 0                                 | 0                                 |
| Dundee                     | DEE  | City of Dundee           |                             | ScotRail                     | 1,438                             | 1,515                             | 1,49                              | 1,6                               | 1,637                             |
| Dunfermline Queen Margaret | DFL  | Fife                     |                             | ScotRail                     | 0,569                             | 0,604                             | 0,632                             | 0,638                             | 0,637                             |
| Dunfermline Town           | DFE  | Fife                     |                             | ScotRail                     | 0,195                             | 0,206                             | 0,211                             | 0,202                             | 0,215                             |
| Dunkeld and Birnam         | DKD  | Perth and Kinross        |                             | ScotRail                     | 0,019                             | 0,019                             | 0,022                             | 0,021                             | 0,024                             |
| Dunlop                     | DNL  | East Ayrshire            |                             | ScotRail                     | 0,059                             | 0,059                             | 0,056                             | 0,061                             | 0,082                             |
| Dunrobin Castle            | DNO  | Highland                 |                             | ScotRail                     | 0                                 | 0                                 | 0                                 | 0                                 | 0,001                             |
| Dunston                    | DOT  | Tyne and Wear            | Gateshead                   | Northern Rail                | 0                                 | 0                                 | 0,002                             | 0,003                             | 0,003                             |
| Dunton Green               | DNG  | Kent                     | Sevenoaks                   | Southeastern                 | 0,061                             | 0,067                             | 0,09                              | 0,108                             | 0,116                             |
| Durham                     | DHM  | Durham                   |                             | London North Eastern Railway | 1,65                              | 1,74                              | 1,774                             | 1,858                             | 1,997                             |
| Durrington-On-Sea          | DUR  | West Sussex              | Worthing                    | Southern                     | 0,58                              | 0,606                             | 0,646                             | 0,675                             | 0,667                             |
| Dyce                       | DYC  | Aberdeen City            |                             | ScotRail                     | 0,269                             | 0,335                             | 0,401                             | 0,454                             | 0,488                             |
| Dyffryn Ardudwy            | DYF  | Gwynedd                  |                             | Transport for Wales          | 0,014                             | 0,012                             | 0,016                             | 0,016                             | 0,017                             |

A · 
B · 
C · 
D · 
E · 
F · 
G · 
H · 
I · 
J · 
K · 
L · 
M · 
N · 
O · 
P · 
Q · 
R · 
S · 
T · 
U · 
V · 
W · 
X · 
Y · 
Z

Alle stations (sorteerbaar)